# Der Manufakturist
Der Manufacturist oder Der Manufakturist war eine ab 1878 anfangs in Hildesheim, nach anderen Angaben ab 1888 in Hannover, später bis 1943 in Stuttgart erschienene Zeitschrift, die laut ihrem wechselnden Untertitel zeitweilig „mit den offiziellen Mitteilungen der Fachgruppe Bekleidung, Textil und Leder und des Reichsbundes des Textil-Einzelhandels“ versehen war.
Das von Selly Hein gegründete und anfangs auch von ihm herausgegebene Blatt, in dessen Festschrift zum 50-jährigen Jubiläum eine illustrierte Biographie Heins erschien, wurde später von den Gebrüdern Jänecke in Hannover publiziert. Ähnlich wie die ebenfalls von Hein gegründete Zeitschrift Der Materialist entsprach das Periodikum einem Werbeblatt mit Anzeigen verschiedener Firmen.
Mitten im Zweiten Weltkrieg erhielt das Blatt ab 1943 eine Fortsetzung in Berlin im Urban Verlag mit dem Titel Die Textil-Woche in Kriegsgemeinschaft mit Der Manufakturist, in der Unterreihe Ausgabe B, Der Manufakturist.
Eine Fortsetzung publizierte der Daco-Verlag in Stuttgart von 1950 bis 1961 unter dem Titel Textil-Woche Manufacturist, zeitweilig mit dem Untertitel TWM, vereinigte Fachzeitschriften für die Textil- und Bekleidungswirtschaft. 1952 war der Textilzeitschriften-Verlag in Hannover herausgeber. Wiederum bei Daco in Stuttgart erschien 1962 letztmalig die Textil-Woche Manufacturist + Top textile magazine mit dem Untertitel TWM + ttm. Traditionsorgan der Textil- und Bekleidungsbranche.
Während die Zeitschriftendatenbank (ZDB) die frühen Ausgaben in der Sachgruppe 380 Handel, Kommunikation, Verkehr erschloss, wurde die letzte Ausgabe von 1962 in der Sachgruppe 670 Industrielle Fertigung erfasst.